# (447) Valentine
(447) Valentine és el nom que rep l'asteroide número 447, situat al cinturó d'asteroides.
Fou descobert pels astrònoms Max Wolf i Friedrich Karl Arnold Schwassmann des de l'observatori de Heidelberg (Alemanya), el 27 d'octubre del 1899.